# Buenos Aires (Nicarágua)
Buenos Aires é um município da Nicarágua, situado no departamento de Rivas. Tem 75 km² de área e sua população em 2020 foi estimada em 5.700 habitantes.